# Egvad
Egvad é um município da Dinamarca, localizado na região ocidental, no condado de Ringkobing.
O município tem uma área de 377 km² e uma população de 9 509 habitantes, segundo o censo de 2004.